# 서면 (남해군)
서면(西面)는 대한민국 경상남도 남해군의 면이다. 남해군의 서쪽에 위치하며, 사계절 푸른 잔디구장 5면과 야구장 3면, 바닷물 수영장 그리고 다양한 산책로와 공원을 갖춘 스포츠 시설이 완비되어 있다. 21.91km에 이르는 아름다운 해안도로와 방파제 시설이 잘 정비되어 있다. 노구리에는 남해군수가 관리하는 어항인 노구항이 위치해 있다.

## 행정 구역
- 남상리(南上里)
- 정포리(井浦里)
- 연죽리(烟竹里)
- 중현리(中峴里)
- 작장리(勺長里)
- 대정리(大丁里)
- 서상리(西上里)
- 서호리(西湖里)
- 노구리(蘆九里)

## 교육
| 학교명                | 소재지                      | 비고        |
| --------------------- | --------------------------- | ----------- |
| 성명초등학교          | 서면 남서대로 1630 (서상리) |             |
| 성명초등학교 중현분교 | 서면 남서대로 2647 (중현리) | 2001년 폐교 |
| 성명초등학교 대서분교 | 서면 스포츠로 510 (서호리)  | 1998년 폐교 |
| 남상초등학교          | 서면 남서대로 2182 (남상리) | 1999년 폐교 |

## 주요 시설
- 서상잔디공원
- 남해스포츠파크

남해에 있는 잔디구장은 한국과 일본의 월드컵 개최도시와 같은 종류의 독일산 복합잔디로 조성되어 있다.
- - 나비구장 10,320m2 (110m×76m)
  - 바다구장 10,320m2 (110m×76m)
  - 비자구장 9,600m2 (110m×76m)
  - 치자구장 9,600m2 (110m×76m)
  - 남해군 공설운동장 21,162m2 (104m×72m)
  - 보조활용운동장 다초(104m×71m), 서면 (100m×58m), 도마(80m×56m)

## 방송 시설
- KBS순천 망운산 송신소